# Grammostola pulchra
Grammostola pulchra är en spindelart som beskrevs av Cândido Firmino de Mello-Leitão 1921. 
Grammostola pulchra ingår i släktet Grammostola och familjen fågelspindlar. Inga underarter finns listade i Catalogue of Life.